# میدان هوایی میمنه
میدان هوایی میمنه و یا فرودگاه میمنه (به انگلیسی: Maymana Airport) یک فرودگاه با کد یاتا MMZ است. این فرودگاه در شهر میمنه ولایت فاریاب کشور افغانستان قرار دارد و در ارتفاع ۸۳۶ متری از سطح دریا واقع شده است.

## شرکت‌های هواپیمایی و مقصدهای پروازی
| شرکت‌های هواپیمایی        | مقصدهای پروازی                                             |
| ------------------------ | ---------------------------------------------------------- |
| پیکاتوبا ترنسپورتس آئروس | آلتمیرا، ول د کائس، ایتایتوبا، سانتارم استاد ویلسون فونسکا |